# Sana Shalan
Sana Ahmed Kamel Shalan (Amán, Jordania, 20 de mayo de 1977) es una escritora y docente jordana. 

## Carrera
Shalan nació en la ciudad de Amán, la capital del Reino Hachemita de Jordania, y es la mayor de 12 hermanos. Se crio en el seno de una familia de refugiados palestinos de Beit Nattif, un pueblo situado a unos 20 km al suroeste de Hebrón. 
Estudió lengua y literatura árabes en la Universidad de Yarmouk en 1998, y en la Universidad de Jordania en 2003, tras lo cual se doctoró en árabe en la misma universidad en 2006. Fue nombrada profesora de la Universidad de Jordania.
También escribe novelas, cuentos, obras de teatro, guiones y literatura infantil. Ha publicado unas 50 obras y ha recibido varios premios. También escribe en varios periódicos y revistas, como el diario jordano Al-Dustour.[cita requerida] Es miembro de la Asociación de Escritores de Jordania y de la Unión de Escritores Árabes.
En 2013, fue nombrada como una de las 50 personas más influyentes de Jordania, tanto por sus numerosos premios como por su activismo. Es coordinadora oficial del Centro para la Rehabilitación y Protección de las Libertades Periodísticas (CTPJF), y la representante de la Organización Mundial de Mujeres en Jordania.